# اهربال
اهربال (به انگلیسی: Aharbal) یک منطقهٔ مسکونی در هند است که در جامو و کشمیر واقع شده‌است.

## خصوصیات
اهربال ۲٬۲۶۶ متر بالاتر از سطح دریا واقع شده‌است.